# Karel Haak
Karel Haak, původním jménem Hak (4. června 1853, Brandýs nad Labem – 5. srpna 1937, Liberec) byl český hudební skladatel.

## Život
Studoval na Pražské konzervatoři hru na lesní roh. Absolvoval v roce 1873 a stal se členem orchestru Národního divadla v Záhřebu v dnešním Chorvatsku. Po návratu do Čech působil v Městském německém divadle, (dnes Mahenovo divadlo) v Brně. Kolem roku 1893 byl hornistou Velké opery ve Varšavě.
Na pozvání cara Alexandra III. odešel do Ruska, kde na carovu žádost založil kapelu zaměřenou na loveckou hudbu a skládal pro ni drobné skladby. V Rusku onemocněl, vrátil se do Čech a stal se učitelem hudby na různých školách. Naposledy působil v Liberci, kde byl i sbormistrem pěveckých sborů Ještěd a Česká beseda. Zemřel opuštěný v libereckém chudobinci.

## Dílo
Karel Haak byl skladatelem romantického zaměření. Komponoval komorní skladby pro žesťové soubory, pro klavír a písně a sbory. Jeho skladby vycházely tiskem zejména v časopisech Česká hudba a Varyto. Vyznačovaly se slovanskou melodikou. Psal rovněž instruktivní literaturu pro klavír a písně pro děti.